# Coelioxys roigi
Coelioxys roigi är en biart som beskrevs av fritz, Toro och > 1990. Coelioxys roigi ingår i släktet kägelbin, och familjen buksamlarbin. Inga underarter finns listade i Catalogue of Life.